# Eclipse Public License
Pour les articles homonymes, voir EPL.
L'Eclipse Public License (ou EPL) est une licence libre à copyleft faible utilisée à l'origine par l'EDI Eclipse.
Elle succède à la Common Public License et supprime certains termes relatifs aux litiges de brevet.
L'Eclipse Public License est conçue pour être plus favorable aux entreprises souhaitant faire du logiciel propriétaire que ne l'est la GNU General Public License car elle n'impose pas le devoir contributif.
Comme tout logiciel libre, un programme sous licence EPL peut être utilisé, modifié, copié et redistribué librement. Le code source des versions dérivées (modifiées) doit être divulgué sous la même licence. En revanche, un logiciel propriétaire peut inclure un programme sous licence EPL, à partir du moment où il n'est pas un dérivé de ce programme. Par exemple, il peut l'utiliser en tant que bibliothèque.
L'EPL est approuvée par l'Open Source Initiative et reconnue comme libre par la Free Software Foundation, mais n'est pas compatible avec la GPL-2.0.